# فرانسیس مک آلیستر
فرانسیس مک آلیستر (انگلیسی: Francis Mac Allister؛ زادهٔ ۳۰ اکتبر ۱۹۹۵) بازیکن فوتبال اهل آرژانتین است که در حال حاضر برای باشگاه فوتبال روساریو سنترال بازی می‌کند. 
از باشگاه‌هایی که در آن بازی کرده‌است می‌توان به باشگاه فوتبال آرژانتینوس جونیورز اشاره کرد.

## زندگی شخصی
فرانسیس مک آلیستر اصالتی اسکاتلندی-ایرلندی دارد. او دو برادر به نام‌های الکسیس و کوین دارد که آنها نیز بازیکن فوتبال هستند. آنها پسران کارلوس مک آلیستر و برادرزاده‌های پاتریسیو مک آلیستر هستند. برادر کوچکتر فرانسیس، الکسیس، عضوی از تیم قهرمان جام جهانی فوتبال ۲۰۲۲، آرژانتین بود. پسر دایی او، لوچیانو گوایکوچا نیز یک فوتبالیست حرفه‌ای است.

## دوران حرفه‌ای
مک آلیستر مانند دو برادرش کار خود را با باشگاه فوتبال آرژانتینوس جونیورز آغاز کرد. اولین بازی مک آلیستر برای این باشگاه در ۱۵ مه ۲۰۱۶ در جریان تساوی از بازی‌های لیگ برتر فوتبال آرژانتین با باشگاه فوتبال لانوس انجام شد. در فصل بعد، مک آلیستر به صورت قرضی به بوکا یونیدوس از پریمرا بی ناسیونال پیوست. اولین بازی او برای بوکا در بازی ۰–۰ با فلاندریا، در ۸ اکتبر بود. کمی بعد او در ماه نوامبر اولین گل خود را مقابل ایندیپندینته ریواداویا به ثمر رساند. او در سال ۲۰۱۷ به آرژانتینیوس جونیورز بازگشت و شصت و هفت بار به میدان رفت.
در نوامبر ۲۰۲۰، مک آلیستر با باشگاه ورزشی تایریس قرارداد بست. در ژوئن ۲۰۲۲، مک آلیستر به باشگاه فوتبال روساریو سنترال نقل مکان کرد.